# Oliver Perry-Smith
Oliver Perry-Smith, né le 11 octobre 1884 à Philadelphie et décédé le 13 mai 1969, est un skieur et alpiniste américain.
Il est connu pour avoir réalisé les premières ascensions de plusieurs sommets de Suisse saxonne, entre autres le Schrammtorwächter en 1905, la Teufelsturm en 1906 et le Falkenstein en 1913.
Perry-Smith est également un skieur émérite, au point de remporter le championnat d'Autriche de ski en 1914 (de). La même année, il participe au festival de ski de Holmenkollen, en compagnie de plusieurs représentants de la Fédération allemande de ski.
En septembre 1914, il rentre aux États-Unis et ne revient jamais en Allemagne. Il est le père de Crosby Perry-Smith.

## Biographie

### Famille
Oliver Perry-Smith naît en 1884 à Philadelphie. Son père s'appelle également Oliver Perry-Smith et il est un militaire de profession ainsi qu'un sportif accompli et un poète. Celui étudie à St. Paul's School (New Hampshire) (en) et il intègre le First Troop Philadelphia City Cavalry (en). Il participe à la guerre hispano-américaine et il finit par être nommé capitaine du 7e corps d'armée (guerre hispano-américaine) (en) par Fitzhugh Lee. Il meurt sur le Missouri lors de son rapatriement entre Cuba et les États-Unis d'une néphrite.
Oliver Perry-Smith étudie lui aussi à St. Paul's School (New Hampshire) (en). En 1902, il rejoint sa mère qui est à Dresde en Allemagne. Il en profite pour s'inscrire à l'université technique de la ville.

### Carrière d'alpiniste

#### En suisse saxonne
C'est durant son enfance qui ses cousins et sa grand-mère lui ont donné envie de grimper des montagnes. En effet, lors d'un séjour à Bar Harbor, il grimpe des sommets à proximité de la ville (aujourd'hui inclus dans le Parc national d'Acadia).
À son arrivée à Dresde, l'envie de grimper lui reprend notamment dans les montagnes de la Suisse saxonne située à proximité de la ville. Les montagnes de cette région sont déjà escaladées par des pionniers de l'alpinisme comme Julius Meurer (de), Oscar Schuster (de) puis par Rudolf Fehrmann (en) ou Walter Hünig.
En mai 1902, lors de l'ascension du hinterer ganskofel, Oliver Perry-Smith rencontre Albert Kunze qui est un grimpeur accompli de la région et qui s'entraîne dans l'optique de grimper des sommets des Alpes. Les deux hommes décident d'aller grimper la cheminée Gühne puis ils passent par Amselgrund (de) et Stadt Wehlen. C'est le début d'une amitié et les deux hommes grimpent ensuite tous les dimanches. Ils grimpent par exemple le Brosinnadel puis le Bloßstock (de).

#### Dans les Alpes
En 1903, le duo décide de se préparer pour une expédition dans les Alpes. Ils commencent par gravir le Falkenstein (en) le 1er mars 1903. Une semaine plus tard, ils grimpent le Lokomotive (en). En juillet, ils partent à Zermatt avec l'objectif de gravir le Cervin. Le duo embauche deux guides Joseph Knubel et Peter Knubel afin de les aider. En raison de la météo, l'ascension du Cervin n'est pas faisable et le groupe grimpe alors le Riffelhorn. Finalement les conditions s'améliorent et le groupe accompagné de Joseph Imboden passent par la Hörnlihütte et grimpe au sommet du Cervin. Albert Kunze doit retourner en Allemagne travailler et Oliver Perry-Smith reste donc seul en Suisse pour faire des ascensions. Oliver Perry-Smith grimpe de nombreuses ascensions comme le Zinalrothorn ou le Täschhorn avec Joseph Knubel. Ensuite, Oliver Perry-Smith décide de grimper seul le Cervin à nouveau. Il rencontre Ambros Supersaxo qui est avec un client. Dans la descente, Oliver Perry-Smith frôle la mort car une stalactite ne détache et tombe sur son sac à dos. Ensuite il retourne aux États-Unis. Lors de son passage aux États-Unis, il escalade des maisons et des immeubles et il se fait arrêter par la police.

#### Retour en Europe
En août 1905, il revient à Dresde. Cependant, il n'a presque plus d'argent ― ayant perdu la majorité de son argent en jouant à des jeux d’argent sur le ferry lors de la traversée ― et il loge chez la famille d'Albert Kunze. Malgré ses faibles moyens financiers, Oliver Perry-Smith veut grimper le Torwächter avec Albert Kunze et Hanns Schueller. Le trio y arrive et ensuite Oliver Perry-Smith enchaîne les ascensions en Suisse saxonne avec Albert Kunze ou Rudolf Fehrmann (en). Le 19 septembre 1905, Rudolf Fehrmann et Oliver Perry-Smith sont les premiers à gravir le Barbarine (en). L'hiver 1905-1906, il fait du ski en Autriche et dans l'actuelle Pologne.
En 1906, Oliver Perry-Smith assiste, en tant que spectateur, à l'ascension du Grosser Wehlturm par Walter Hünig et Willy Baudisch dans le Massif gréseux de l'Elbe. Une semaine plus tard, les deux hommes réalisent à nouveau la même ascension cette fois avec Oliver Perry-Smith et un photographe. Les photographies réalisées sont commercialisées sur des cartes postales. Quelques jours plus tard, les trois alpinistes grimpent le Jungfer dans le Schrammsteine (en). Ensuite le trio gravit le Jungfrau. En juin 1906, il parvient à grimper le Spannagelturm et il donne son nom à la voie qui est dénommé  Spannagelturm Perrykante. Lors de l'été 1906, Oliver Perry-Smith part à Sölden pour grimper. Il devient membre du club alpin autrichien et enchaîne des ascensions dans les Alpes, notamment le Gran Zebrù, en général accompagné d'un guide. Il traverse le Grossglockner avec George F. Goetze de Dresde. Ensuite, il passe par Zermatt où il retrouve son ami Joseph Knubel. Les deux hommes font une ascension du Ober Gabelhorn. En septembre, il réalise la première ascension du Teufelsturm (suisse saxonne) (de). A posteriori, cette ascension sera classée 6e degré et Oliver Perry-Smith est donc le premier à avoir franchi la barre du sixième degré. Oliver Perry-Smith est fait membre d'honneur du club de Dresde, le Rohnspitzler Club et sa mère meurt. En 1907, il réalise quelques ascensions en mars et avril avec Rudolf Fehrmann (en) et parfois avec Walter Hünig. Il passe ensuite trois mois au château de Sonnenstein (en) qui abrite un hôpital psychiatrique. Il avait en effet menacé plusieurs personnes avec une arme à feu et démoli des meubles et des appareils électroménagers dans un accès de rage à Postelwitz et Bad Schandau.
En 1908, Oliver Perry-Smith et Rudolf Fehrmann (en) vont dans les Dolomites. Ils passent par le Kölner Hütte (de) et gravissent les Tours de Vajolet puis le Stabeleturm. Le 28 août, ils grimpent le Campanile Basso par une nouvelle voie qui porte désormais le nom de voie Fehrmann. De retour en Allemagne, Oliver Perry-Smith souhaite s'attaquer en octobre au Drilling Needle qui est réputé impossible à gravir. Oliver Perry-Smith construit une équipe et après plusieurs échecs le groupe parvient au sommet. L'année suivante, Oliver Perry-Smith et Rudolf Fehrmann (en) retournent dans les Dolomites et c'est fois ils parviennent à ouvrir une nouvelle fois dans les Tre Cime di Lavaredo. Ensuite, les deux hommes décident d'aller à Chamonix. Ils y croisent Joseph Knubel et Geoffrey Winthrop Young et tous les quatre décident d'aller au glacier des Nantillons, passe par la faille Mummery sur le Grépon. L'entente entre Geoffrey Winthrop Young et Oliver Perry-Smith est bonne et ils décident, accompagné par Joseph Knubel, de tenter d'ouvrir une nouvelle voie sur le versant nord-est du Weisshorn. Il y arrive le 31 août 1909. En 1910, il passe son dernier été dans les Alpes avec Richard Pötzsch. Les deux hommes grimpent notamment la Dent Blanche. En 1913, il ouvre une nouvelle voie sur la face Sud du Falkenstein (en) avec les frères Fehrmann. Il s'agit d'une des dernières ascensions connues d'Oliver Perry-Smith.

### Carrière de skieur

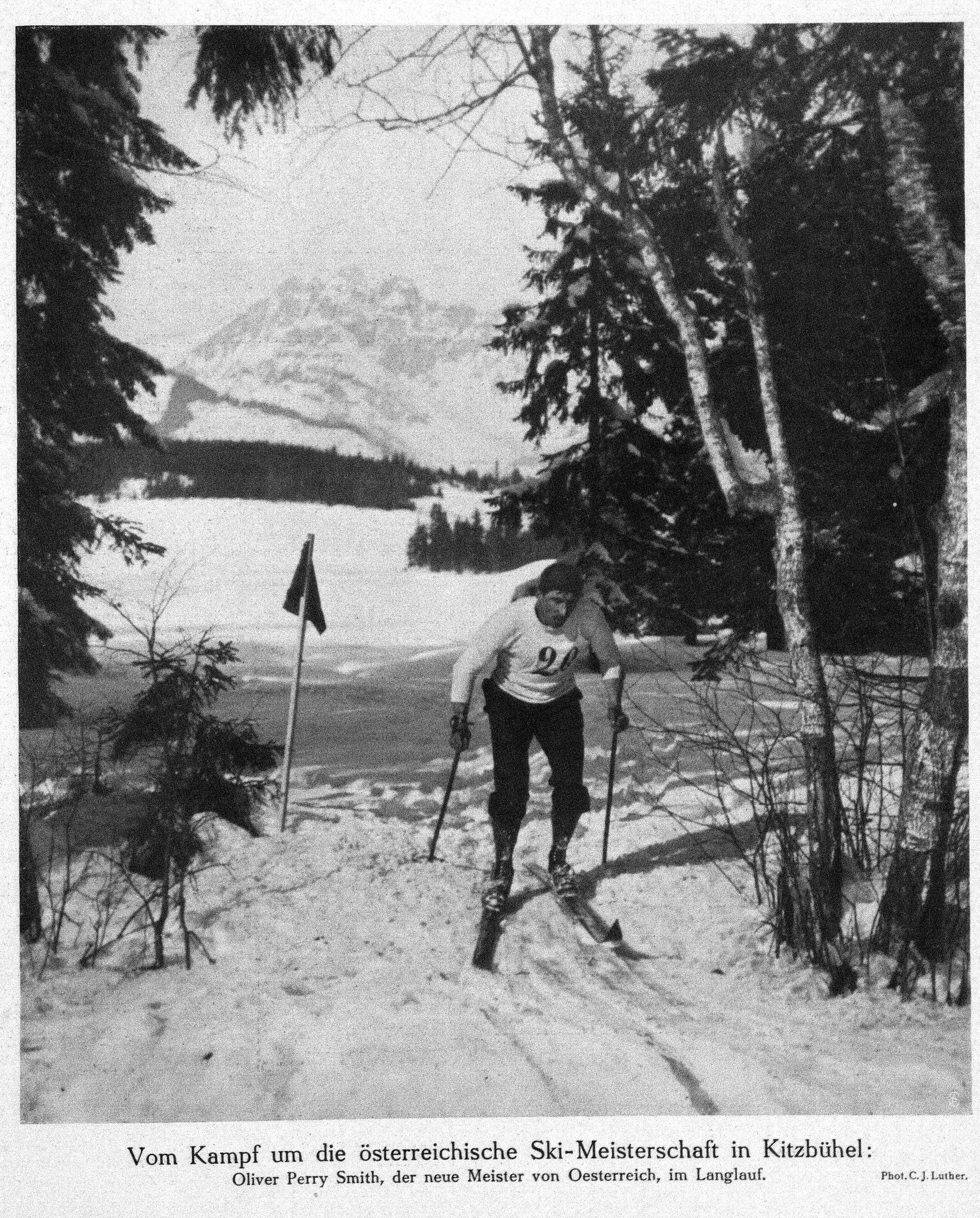
Oliver Perry-Smith lors du championnat d'Autriche de ski en 1914.

En parallèle de sa carrière d'alpiniste, Oliver Perry-Smith est un très bon fondeur et un bon sauteur à ski. Il est l'un des premiers à rivaliser avec les Norvégiens dans ces deux disciplines.
En 1909, il participe à ses premiers Championnat d'Allemagne de ski (de). Il se classe deuxième du 17 km mais il n'est pas classé en saut à ski. Plus tard, il remporte le championnat de Saxe de ski à Oberwiesenthal. En effet, il domine la course de 13,6 km et il se classe quatrième en saut à ski. Lors de cette course, il rencontre, Franz Adolph de Szklarska Poręba qui deviendra son beau-père.
En 1911, il se classe deuxième derrière Karl Böhm-Hennes (de) de la course de ski de fond du Championnat d'Allemagne de ski 1911 (de). En 1913, il remporte le championnat de Saxe  de ski à Johanngeorgenstadt grâce à sa domination lors de la course de fond et sa troisième place en saut à ski. Deux semaines plus tard, il participe au
Championnat d'Allemagne de ski (de) à Oberhof. Il se classe troisième de la course de ski de fond derrière deux Norvégiens. En saut à ski, il se classe septième grâce à des sauts à 26 m. Au total, il se classe deuxième derrière Lauritz Bergendahl.
En 1914, il participe à nouveau au championnat d'Allemagne de ski. Il se classe à nouveau deuxième derrière la Norvégien Hans Gunnestad. Pour obtenir ce résultat, il termine quatrième du ski de fond et troisième du saut. Ensuite, il part s'entraîner à Sankt Anton am Arlberg avec Hannes Schneider. Une semaine plus tard, il remporte le championnat d'Autriche de ski 1914 (de) de ski de fond, de saut à ski et de combiné nordique. Ensuite, il participe au festival de ski de Holmenkollen, en compagnie de plusieurs représentants de la Fédération allemande de ski. Lors du 50 km (no), il se classe quatorzième à l'arrivée après avoir faibli en fin de course. Sur le 18 km, il se classe quinzième à seize minutes du vainqueur. Il réalise deux sauts à 31 et 32 m en saut à ski. Au total, il se classe quinzième du combiné nordique qui est l'épreuve reine à l'époque.

### Vie privée
En 1909, Oliver Perry-Smith rencontre Franz Adolph de Schreiberhau. Celui-ci est un pionnier du ski dans cette région. Les deux hommes aident à la construction de tremplin dans cette région allemande à l'époque. En 1911, Agnès Adolph et Oliver Perry-Smith se marient à Schreiberhau. Quelques mois plus tard, le couple a un enfant qui s'appelle également Oliver. Ayant peur d'une guerre, le couple quitte l'Europe en début d'année 1914 pour les États-Unis. Le couple a quatre fils qui font tous du ski de fond et du saut à ski. Le plus connu est Crosby Perry-Smith qui a largement contribué au développement du ski au Colorado en particulier à Steamboat Springs,.

## Personnalité et caractéristiques physiques
Sur le plan physique, il est perçu comme une force de la nature avec une force très importante notamment sur le haut du corps. De plus, il est extrêmement agile et disposer d'un œil aiguisé afin de trouver les meilleurs chemins pour atteindre les sommets. Un de ses amis, Hans Pohle le présente ainsi :

« Perry-Smith était un homme plein d'extrêmes et de surprises, fidèle à ses amis, réservé avec des étrangers, parfois tendre et aimable comme un enfant, parfois colérique. Il était frivole et serein, téméraire et audacieux, et faisait des choses à grande échelle aussi longtemps que duraient ses moyens. Sa seule crainte était la police allemande. Son image complète doit mentionner sa façon particulière de s'exprimer en allemand. Et il est donc compréhensible qu'il ne soit pas oublié de nous en Saxe, en Autriche, en Suisse et en Norvège. »

— Hans Pohle.

## Hommage
L'American Alpine Journal le considère comme le plus grand grimpeurs américains de sa période. Il a effet le premier à passer la barre du sixième degré et il a été le premier skieur américain de niveau international. Une fissure Perry porte son nom ainsi que des voies qu'il a ouvertes.

## Résultats

### En ski
Entre 1909 et 1914, il fait du ski nordique. Il est l'un des premiers à se rapprocher des skieurs norvégiens.
En 1911, il termine deuxième en ski de fond du Championnat d'Allemagne de ski 1911 (de). Il termine premier du championnat d'Autriche de ski 1914 (de).

### En alpinisme
Oliver Perry-Smith est devenu bien connu en Suisse saxonne pour les premières ascensions de grandes tours rocheuses en grès telles que :
- Schrammtorwächter (VI en cotation allemande) en 1905
- Kanzelturm (VI en cotation allemande) en 1905
- Teufelsturm (suisse saxonne) (de) (VIIb en cotation allemande) en 1906

Il a également ouvert des voies en Suisse saxonne dans :
- Spannagelturm Perrykante (VIIb en cotation allemande) en 1906
- Falkenstein (en) (voie Sud) (VIIa en cotation allemande) en 1913
- Daxenstein Klavier (VIIa en cotation allemande) en 1913
- Daxenstein Perryriss (VIIb en cotation allemande) en 1913

Au total, Oliver Perry-Smith a réalisé en Suisse saxonne plus de 90 ascensions, dont 33 qui ont une cotation allemande supérieure à VI, 32 premières ascensions, 13 ascensions solitaires et 36 où il ouvrait la voie. Dans les Alpes, il a grimpé à plusieurs reprises de nombreux sommets parmi : le Weisshorn à cinq reprises, le Matterhorn trois fois, la Dent Blanche trois fois, Zinalrothorn deux fois, Wellenkuppe deux fois, l'Ober Gabelhorn deux fois, le Cima Tosa deux fois et le Tre Cime di Lavaredo deux fois également. Dans les Alpes, avec Rudolf Fehrmann (en), ils ont réalisé trois premières ascensions :
- sur le Campanile Basso, par le Spallone, dièdre Sud-Ouest le 27 août 1908[34]
- sur les Tours de Vajolet, sur la Torre Stabeler par la paroi Sud le 19 août 1908[35]
- sur les Tre Cime di Lavaredo, sur la  Cima Piccola appelée également Kleine Zinne par le versant Nord, cheminée ouest les 15 et 16 août 1909 [36]